# Валя-Нирновей
Валя-Нирновей (рум. Valea Nîrnovei) — село у Ніспоренському районі Молдови. Входить до складу комуни, адміністративним центром якої є село Чутешть.

## Населення
За даними перепису населення 2004 року у селі проживали 355 осіб, усі — молдавани.